# Takashi Sekizuka
Takashi Sekizuka (født 26. oktober 1960) er en japansk fodboldspiller. Han var det japanske fodboldlandsholds træner ved Sommer-OL 2012.